# 巡警 (南洋群島)

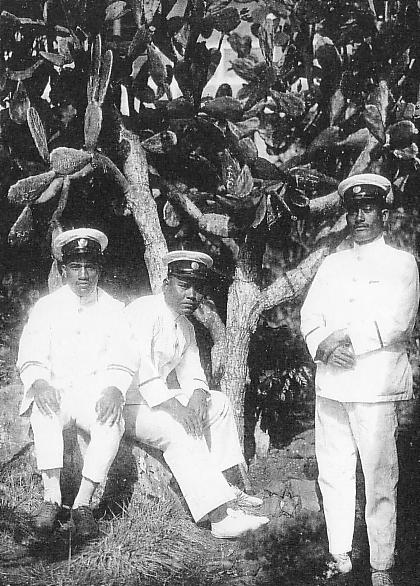
助教員（左）と巡警（中央・右）。黒線1本の袖章の制服の人物が巡警である。

巡警（じゅんけい）は、南洋群島の警察に配属された警察職員。

## 概要
南洋群島の現地住民である「島民」によって構成された。官公庁職員の官等では傭人とされた。任用資格は、公学校卒業程度の学力を有する40歳未満の島民男性で、身長5尺2寸（約157センチ）以上の健康体で、身元に問題のない人物である。
巡警に採用された者は、先任の巡警の下で実地研修を行い、またそれに並行して毎日2時間以上の学科（日本語、関連法規、服務規律など）や術科（戒具使用法など）教育が3か月間施された。
かつては島民が起こした事件の捜査補助に限られていたが、後に警察業務一般の補助を任されるようになった。
1934年（昭和9年）より、3年以上勤務し成績優秀な巡警については、「巡警長」に昇任させることが可能になった。